# Spartak Erywań
Spartak Erywań (orm. „Սպարտակ“ Ֆուտբոլային Ակումբ Ակումբ, "Spartak" Futbolajin Akumby Jerewan) – ormiański klub piłkarski z siedzibą w stolicy kraju Erywań.

## Historia
Chronologia nazw:
- 1960–1991: Ararat Ararat (orm. «Արարատ» Արարատ)
- 1992–1999: Cement Ararat (orm. «Ծեմենթ» Արարատ)
- 2000: Araks Ararat (orm. «Արաքս» Արարատ)
- 2001: Araks-Impeks Erywań (orm. «Արաքս-Իմպեկս» Ակումբ)
- 2001–2003: Spartak Erywań (orm. «Սպարտակ» Ակումբ)

Klub Piłkarski Ararat Ararat został założony w 1960 roku. Do 1991 klub występował w rozgrywkach lokalnych.
Po uzyskaniu przez Armenię niepodległości, w 1992 jako Cement Ararat debiutował w Aradżin chumb, w której zajął 2. miejsce w grupie i w turnieju finałowym zdobył awans do najwyższej lidze Armenii. Od 1993 występował w Bardsragujn chumb. W 1998 roku Cement zdobył podwójna koronę, czyli mistrzostwo i Puchar Armenii. W następnym roku klubowi zabrakło 2 punktów do nowego mistrza, klubu Szirak Giumri. Ostatecznie Cement uplasował się na trzecim miejscu za Araratem Erywań. Nie udało się obronić mistrzostwa, ale za to udało się obronić Puchar Armenii.
W 2000 roku klub przyjął kolejną nazwę - Araks Ararat. Pod nową nazwą drużyna sięgnęła po swój drugi tytuł mistrza Armenii. Po tym sukcesie właściciele klubu przenieśli go do Erywania i sezon 2001 klub rozpoczął jako Araks-Impeks Erywań. 20 sierpnia 2001 zmienił nazwę na Spartak Erywań, aby odróżnić od odrodzonego klubu Araks Ararat. W sezonie 2001 klub zajął 3. miejsce, a w następnym 4. miejsce. W 2003 połączył się z Banancem Erywań, drugim klubem, właścicielem którego był również Sargis Israeljan. Tak jak Bananc lepiej wystąpił niż Spartak, dlatego klub przyjął nazwę Bananc Erywań, a Spartak zniknął ze sceny piłkarskiej Armenii.

## Sukcesy
- Mistrzostwo Armenii:
  - mistrz (1998, 2000)
  - 3. miejsce (1999, 2001)
- Puchar Armenii: zdobywca (1998, 1999)
- Superpuchar Armenii:
  - zdobywca (1998)
  - finalista (1999)

## Europejskie puchary
Legenda do wszystkich tabel:
- Q – runda eliminacyjna, 1/16, 1/8, 1/4, 1/2 – odpowiednia faza rozgrywek, Grupa – runda grupowa, 1r gr – pierwsza runda grupowa, 2r gr – druga runda grupowa, F – finał, R – runda, PO – play-off
- k. – rzuty karne, los. – losowanie, Dogr. – dogrywka, w. – zasada bramek strzelonych na wyjeździe

| Sezon   | Rozgrywki   | Runda | Klub        | Dom | Wyjazd | Ogólnie |
| ------- | ----------- | ----- | ----------- | --- | ------ | ------- |
| 2002/03 | Puchar UEFA | Q     | Servette FC | 0–2 | 0–3    | 0–5     |